# Cantonul Lens-Est
Cantonul Lens-Est este un canton din arondismentul Lens, departamentul Pas-de-Calais, regiunea Nord-Pas-de-Calais, Franța.

## Comune
| Comune      | Populație (1999) | Cod poștal | Cod INSEE |
| ----------- | ---------------- | ---------- | --------- |
| Lens        | 36.206 (1)       | 62300      | 62498     |
| Sallaumines | 10.677           | 62430      | 62771     |